# Dolichos dinklagei
Dolichos dinklagei är en ärtväxtart som beskrevs av Hermann August Theodor Harms. Dolichos dinklagei ingår i släktet Dolichos och familjen ärtväxter. Inga underarter finns listade i Catalogue of Life.